# 联邦内政公共服务部
内政部，全称联邦内政公共服务部（荷蘭語：Federale Overheidsdienst Binnenlandse Zaken），简称IBZ（法语“Intérieur”与荷兰语“Binnenlandse Zaken”的首字母缩写），是比利时的一个联邦公共服务部，主要负责自然人的登记识别、外国人政策、国家内部安全（民事安全、消防、民防、警力）。